# Reguengo do Fetal
Reguengo do Fetal es una freguesia portuguesa ubicada en el concejo de Batalha (Portugal). Su población según los datos del censo de 2001 es de 2.358 habitantes, posee una superficie de 29 km², la densidad es de 82 hab./km².